# Breszti unió
A breszti unió (fehéroroszul: Берасцейская унія, litvánul: Bresto unija; lengyelül: Unia brzeska; ukránul: Берестейська унія) vagy breszti zsinat 1590–96-ban a Lengyel–Litván Unió rutén ortodox egyházmegyéinek döntése volt, melynek értelmében megszakítják kapcsolataikat a keleti ortodox egyházzal, és a római pápa fennhatósága alá helyezik magukat. A folyamatból kimaradt a Magyar Királyságban található Eparchia Munkacsiensis. Az unió létrehívta a ruszin uniátus egyházat, amely jelenleg ukrán görögkatolikus egyház néven létezik, és a fehérorosz görögkatolikus egyházat. A breszti unió a katolizálási és polonizációs folyamat egyik állomása volt. A kozák–lengyel háborúk egyik kiváltó oka is a breszti uniós zsinat volt.
A breszti uniós zsinat egyháztörténeti esemény, amelynek eredményeként a kijevi metropolita hierarchiáinak többsége a Konstantinápolyi Patriarchátus joghatósága alól Róma fennhatósága alá került megtartva a bizánci-szláv rituálékat, saját hierarchikus adminisztratív struktúráját, kánoni törvényeit és rendjét, spirituális kulturális örökségét.
A Lengyel–Litván Unió politikai unió volt. A lublini unió szintén politikai unió volt a lengyelek és litvánok között. A breszti unió viszont egyházi unió.

## Előjáték: a bázel–ferrara–firenzei zsinat (1439–1445)

Vallási megoszlás 1573-ban a Lengyel–Litván Unió területén. Az uralkodó vallás:

A bázel–ferrara–firenzei zsinaton Izidor, az utolsó görög származású kijevi metropolita is meghirdetett egy (egyházi) uniót, s ezt a lengyel–litván uralom alatt álló Kijevben 1442-ben kihirdette. Az egyházi egység egy időre helyre is állt. Amikor Moszkvában is kihirdette az (egyházi) uniót, II. Vak Vaszilij (Василий II Васильевич Тёмный) nagyfejedelem börtönbe záratta. Izidort még ugyanebben az évben eltávolították ortodox pozíciójából, mert (ortodox szempontból) hitehagyott lett, és kiutasították Moszkvából. Az orosz metropolita széke a következő néhány évben gyakorlatilag üresen maradt. Izidor Róma által kinevezett utódai, Grigorij (meghalt: 1472) és Pruckij (meghalt: 1480) nem is foglalhatták el moszkvai széküket, Kijevben éltek. Pruckij halála után Kijevben ortodox metropolitát választottak, s az (Izidor-féle egyházi) unió megszűnt. Az ortodox egyház 1448 decemberében Jóbot (néha Jonas) (1525? – 1607. június 19.) orosz püspököt a moszkvai orosz püspökök tanácsa kinevezte Kijev és egész Oroszország pátriárkájának (pátriárka: 1589–1605), állandó moszkvai lakhellyel.
Eközben az 1458-ban újonnan létrehozott (a katolikus pápát elismerő) orosz ortodox metropolita Kijevben az Ökumenikus Szentszék fennhatósága alatt maradt egészen 1686-ig.

## Breszti uniós zsinat (1596)

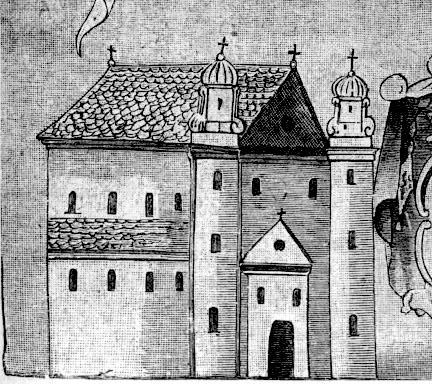
A ma már nem létező görögkatolikus Szent Miklós-templom Bresztben

1588–1589-ben II. Jeremiás konstantinápolyi pátriárka beutazta Kelet-Európát, a Lengyel–Litván Uniót és a Moszkvai Nagyfejedelemséget, ahol végül Moszkvában 1458-ban elismerte az Orosz ortodox egyházat, és felszentelte Jób moszkvai pátriárkát. II. Jeremiás pátriárka elmozdította Onisifor Dziewoczka kijevi metropolitát, helyére és III. Zsigmond lengyel király által patronált Michael Rohozát szentelte "Kijev, Halics és az egész Rusz" új metropolitájának.
II. Jeremiás távozása után 1590-ben az ortodox egyház kilenc püspökéből négy – Kyrylo Terletskyi Luck és Osztroh püspöke, a konstantinápolyi ökumenikus pátriárka exarchája, Leontiy Pelchytskyi, Pinszk és Turow püspöke, Dionisiy (Dionizy) Zbyruyskyi (Zbirujski), Chełm püspöke és Hedeon Balaban, Lviv püspöke – összegyűlt Breszt városában és tanácskozásba kezdtek, ez volt a breszti zsinat kezdete. Az uniót kimondó nyilatkozatot 1596. június 24-én fogadták el.
Az elfogadást megelőző évben, 1595-ben a kijevi metropolita két püspöke maguk és püspök-társaik nevében Rómában, VIII. Kelemen pápa előtt letették a katolikus hitvallást. Az egyesülést ünnepélyesen és nyilvánosan hirdették ki a vatikáni Konstantin termében. Eustachy Wołłowicz vilniusi kanonok ruszin és latin nyelven olvasta fel a ruszin püspökség pápának 1595. június 12-én kelt levelét. Silvio Antoniani bíboros a pápa nevében köszönetet mondott a ruszin püspökségnek, és örömét fejezte ki a boldog esemény miatt. Ezután Hipacy Pociej, Włodzimierz és Breszt püspöke a saját és a ruszin püspökség nevében latinul, Kyrylo Terletskyi Luck és Osztroh püspök pedig ruszinul olvasta fel  a görög szakadás elvetésének formuláját, majd aláírták azt. VIII. Kelemen pápa ezután beszédet intézett hozzájuk, kifejezve örömét támogatását ígért az érintett híveknek. Az esemény emlékére érmet vertek, a következő felirattal: Ruthenis receptis. Ugyanezen a napon jelent meg a "Magnus Dominus et laudabilis nimis" bulla, amely bejelentette a római katolikus világnak, hogy a ruszinok először kerültek a római egyház egységébe. A bulla felidézi azokat az eseményeket, amelyek az egyesüléshez vezettek, Pociej és Terletskyi Rómába érkezését, hittételét, valamint a ruszinoknak tett engedményt, hogy megtartsák saját rítusukat, megmentve azokat a szokásokat, amelyek ellentétesek a katolikus tanítás tisztaságával és összeegyeztethetetlen a római egyház közösségével. 1596. február 7-én VIII. Kelemen pápa a ruszin püspökséghez intézett rövid "Benedictus sit Pastor ille bonus" apostoli levéllel kezdeményezte szinódus összehívását, amelyben a ruszin püspökök teszik le a katolikus hitvallást.

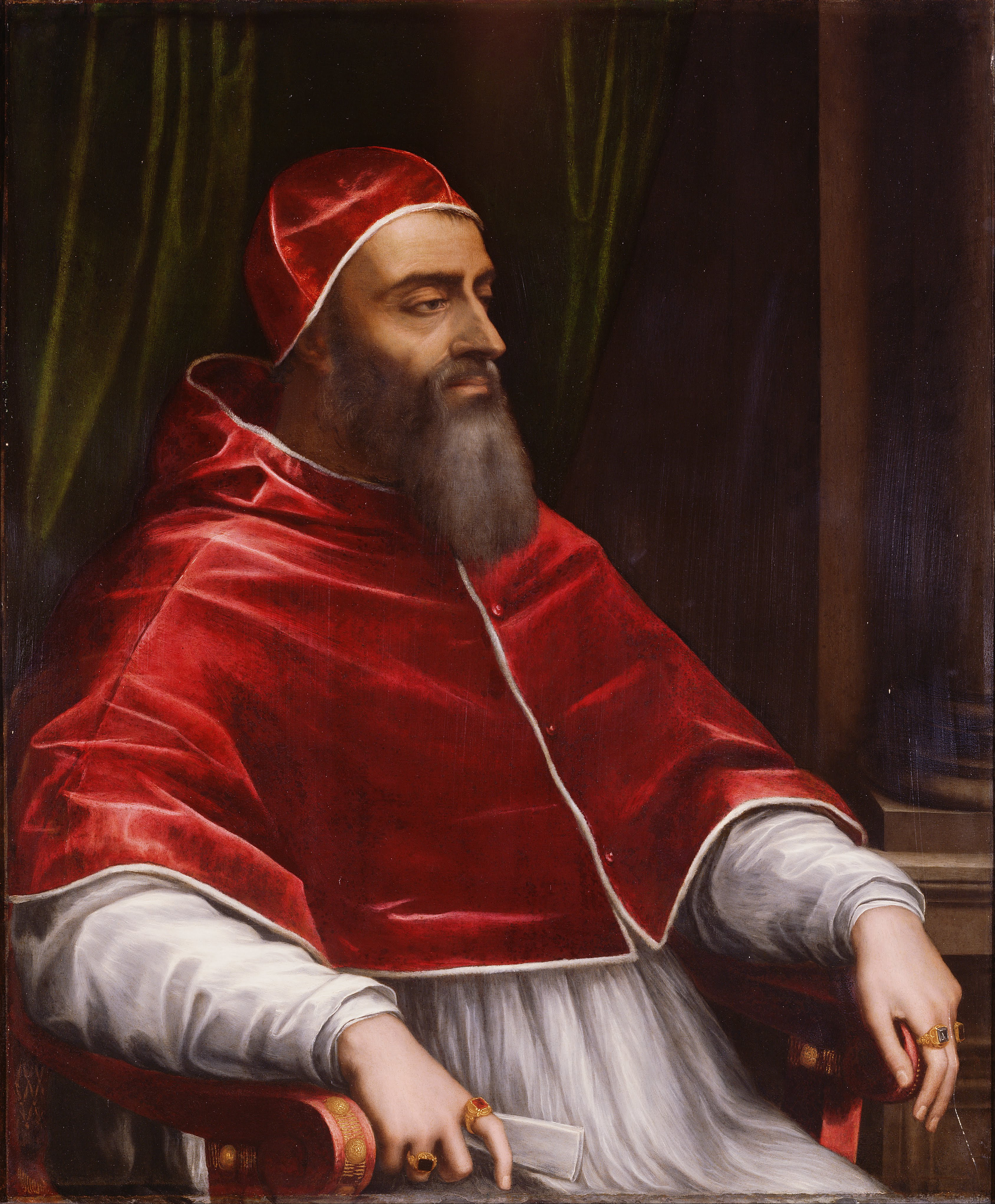
VII. Kelemen pápa, Sebastiano del Piombo festménye, 1531 k

VIII. Kelemen pápa "Magnus Dominus et laudabilis nimis" kinyilatkozásában elismerte az ortodox püspökségek gyakorlatilag minden követelését, rendezte Kijev joghatósági státuszát. A pápai dokumentum azt mutatják, hogy a Kúria szerint ezt az uniót nem két különálló egyház uniójának tekintették, hanem "az orosz püspökök megbékélésének és a katolikus egyházhoz való áttérésének" az "eretnekségek, tévedések és szakadások elítélése és elutasítása után". Ezért az uniátus egyházat nem helyi egyháznak tekintette, hanem hasonlatosnak a többi Rómához kötődő püspökséghez, hívőhöz és templomhoz. Ez a nézet nagyban hozzájárult az unióval szembeni ellenállás megerősödéséhez. Az unió néhány évtizeden belül elvesztette kezdeti támogatottságát, főként az ortodox plébániák erőszakos katolizálása miatt, ezek több felkelés kiváltó okává is vált.
A breszti zsinaton 1596. június 24-én a négy főpap kinyilvánította, hogy készen áll a pápa által elfogadott, 33 cikkelyből álló nyilatkozat aláírására, amely a Rómával kötendő egyesülést rögzítette. A megállapodáshoz további négy egyházi méltóság – Mikhajlo Kopisztenszkij, Przemyśl püspöke, Herman Zahorskyi (Zahorski), Polack megbízott érseke, Hipacy (Ipatij) Pociej (Potij), Volodymyr (Włodzimierz) és Breszt püspöke és Michał Rahoza, Kijev, Halics és az egész Rusz metropolitája – csatlakozott később. Az unió iránti elköteleződését hat főpap – Hipacy Pociej, Michał Rahoza, Kyrylo Terletskyi, Herman Zahorskyi, Dionisiy Zbyruyskyi és Yona Hohol, Pinszk és Turow püspöke – 1596. október 19-én áttért.
Azokat a főpapokat, akik nem jelentek meg a breszti uniós zsinaton, háromszor a zsinat elé idézték, s akik a harmadik felszólításra sem jelentek meg, vagy megjelenve elzárkóztak az uniótól, azokat kiközösítették a katolikus egyházból. Az uniót elfogadó volt ortodox püspököket viszont a moszkvai pátriárka sújtotta egyházi átokkal. A vallási szembenállás évtizedeken át okot adott harci cselekményekre, néhol egyszerű lincselés történt, mint például Polackban.

## Az unió utóélete
Az unió kétféle értelmezése magába foglalta annak bukását. A Lengyel–Litván Unióban a másodrendűnek tekintett ortodox, ukrán–rusz területén birtokkal rendelkező főurak eleinte támogatták a breszti uniót úgy vélvén, hogy az esélyt ad az ortodox egyház felzárkózására a katolikus mellé. Az unió megvalósulását látván csalatkoztak. Néhány főúr elve úgy gondolta el az (egyházi) uniót, hogy a kijevi metropolitának kell megállapodnia a keleti pátriárkákkal, a moszkvai pátriárkával és a moldvai ortodox egyházzal a közös részvételről a latin egyházzal egyetértésben – ezt képviselte az egyik legnagyobb főúr, Kosztyantin-Vaszil Osztrozkij is. Két ukrán püspök – Hedeon Balaban, Lviv püspöke és Mikhajlo Kopisztenszkij, Przemyśl püspöke – akik korábban aláírói voltak az uniónak, megtagadták azt, és átálltak az ellenzők közé megtartva egyházi tisztségüket.
A sikertelen megegyezés az ortodox egyház szétválásához, a moszkvai autokefál orosz ortodox egyház létrejöttéhez vezetett.